# 2011 MD
El asteroide 2011 MD, descubierto el 22 de junio de 2011 por el Licoln Near Earth Asteroid Research Program (LINEAR), pasó a las 17 horas GMT (Greenwich Mean Time) del 27 de junio de 2011 a alrededor de 12 000 km de distancia de la superficie terrestre, aproximadamente 32 veces más cerca que la Luna. Las dimensiones del asteroide se estiman entre 10 y 30 metros. Según otra fuente podría estar entre 8 y 18 m.
Aunque inicialmente sospechosos de ser basura espacial, las observaciones posteriores confirmaron que el objeto es un asteroide. Puesto que el objeto aparecerá cerca del sol en el cielo durante el evento, la observación solo será posible por un breve período antes del máximo acercamiento. Los astrónomos aficionados podrán observarlo con telescopios de Australia, el sur de África y las Américas.
Emily Baldwin, de la revista Astronomy Now, es citada diciendo que no hay peligro de colisión y, que si el asteroide entra en la atmósfera de la Tierra "la mayor parte se quemaría consumiéndose en una bola de fuego y posiblemente se dispersaría en unos pocos meteoritos", sin causar daño probable a la vida o bienes de la Tierra.